# Клюшкин, Глеб
Глеб Клюшкин (латыш. Gļebs Kļuškins; род. 1 октября 1992, Рига) — латвийский футболист, полузащитник. Выступал за сборную Латвии.

## Биография

### Клубная карьера
Воспитанник Рижской футбольной школы, первый тренер — Борис Виноградов. Дебютировал на взрослом уровне 29 августа 2009 года в составе рижской «Даугавы» в матче высшей лиги Латвии против «Сконто», а всего в первом сезоне провёл два матча. Затем два с половиной сезона выступал в первой лиге за РФШ. Летом 2012 года вернулся в «Даугаву» и играл за неё следующие два с половиной года. 30 сентября 2012 года забил первый гол в высшей лиге — в игре против «Юрмалы» на 84-й минуте после выхода на замену.
В 2015 году за неделю до старта сезона перешёл в «Елгаву» и сразу стал игроком основы. Со своим клубом становился обладателем Кубка Латвии 2015 и 2016 годов, серебряным призёром чемпионата Латвии 2016 года. Стал автором победного гола в матче Лиги Европы против македонского «Работнички» (1:0) 16 июля 2015 года, а в следующем сезоне стал автором двух голов в еврокубках. Лучший бомбардир «Елгавы» и пятый бомбардир чемпионата в 2016 году (7 голов).
В 2018 году вернулся в РФС, с которым стал бронзовым (2018) и серебряным (2019) призёром чемпионата страны, обладателем Кубка Латвии 2019 года. С июня 2020 года играл за литовскую «Судуву», с которой стал серебряным призёром чемпионата и финалистом Кубка Литвы. В 2021 году планировался его переход в состав дебютанта высшей лиги Латвии «Ноа Юрмала»[уточнить]. В дальнейшем выступал за клубы «Метта», «Лиепая» и возвращался в «Елгаву».

### Карьера в сборной
Выступал за молодёжную сборную Латвии. Участник Кубка Содружества 2013 года.
В национальной сборной Латвии дебютировал 24 мая 2015 года в товарищеском матче против Катара, заменив на 74-й минуте Олега Лайзана. Следующие матчи сыграл только осенью 2016 года. Свой первый гол за сборную забил 13 ноября 2017 года в товарищеском матче против Косова (3:4), по данным Федерации футбола Латвии забил в этом матче 2 гола, большинство других источников отдают ему только первый гол на 30-й минуте. Всего в 2013—2018 годах сыграл 19 матчей, продолжал вызываться в сборную и позднее, но более не играл (по состоянию на май 2021 года). Победитель Кубка Балтии 2018 года.

## Достижения
- Серебряный призёр чемпионата Латвии: 2016, 2019
- Бронзовый призёр чемпионата Латвии: 2018
- Обладатель Кубка Латвии: 2015, 2016, 2019
- Серебряный призёр чемпионата Литвы: 2020
- Финалист Кубка Литвы: 2020
- Победитель Кубка Балтии 2018 года.